# Martin Sæterhaug
Martin Sæterhaug (13. srpna 1882 Rindal – 23. srpna 1961 Trondheim) byl norský rychlobruslař a cyklista.
Norských šampionátů v rychlobruslení se účastnil od roku 1902, o rok později debutoval na mezinárodní scéně startem na Mistrovství Evropy. Na ME 1908 skončil čtvrtý, následně získal na MS 1908 stříbrnou medaili. Ze světového šampionátu v roce 1910 si přivezl bronz, na Mistrovství světa 1911 vybojoval stříbro. Poslední cenný kov z mezinárodní akce získal v roce 1912, kdy se umístil třetí na Mistrovství Evropy. Je rovněž mnohonásobným medailistou z norských šampionátů. Rychlobruslení se věnoval až do roku 1922, následně ještě absolvoval několik veteránských závodů.
Jako cyklista se zúčastnil silničního závodu jednotlivců i týmů na Letních olympijských hrách 1912.
Jeho bratr Johan Sæterhaug byl boxerem a rychlobruslařem.